# Диалект Макао
Диалект Макао (кит. трад. 澳門話, упр. 澳门话, пиньинь Àomén huà, палл. аомэнь хуа), также именуемый — Макаоский кантонский диалект (кит. трад. 澳門廣東話, упр. 澳门广东话, пиньинь àomén guǎngdōng huà, палл. аомэнь гуандун хуа) — поддиалект кантонского диалекта, общая устная и письменная речь, используемая в Специальном административном районе Китайской Народной Республики Макао (САР Макао).

## Общая информация
Согласно данным переписи населения 2021 года, около 538 000 человек в возрасте от 3 лет в Макао ежедневно пользуются кантонским языком (81,0 % населения):42. Процент населения, способный свободно разговаривать на кантонском составляет 86,2 %. Оба показателя снизились за последние 10 лет:18.

### Влияние других языков
По мнению Ху Пэйчжоу , фонетика, лексика и грамматика диалекта Макао языка схожи с кантонским. Исторически Макао принадлежал уезду Сяншань (Чжуншань с 1925 года), где проживало больше выходцев из Чжуншаня, и поэтому на него оказал влияние чжуншаньский диалект (особенно диалект шици). Кроме того, диалект даньцзя также оставил свой след в макаоском диалекте, из-за того что рыбаки зачастую говорили на диалекте даньцзя. 

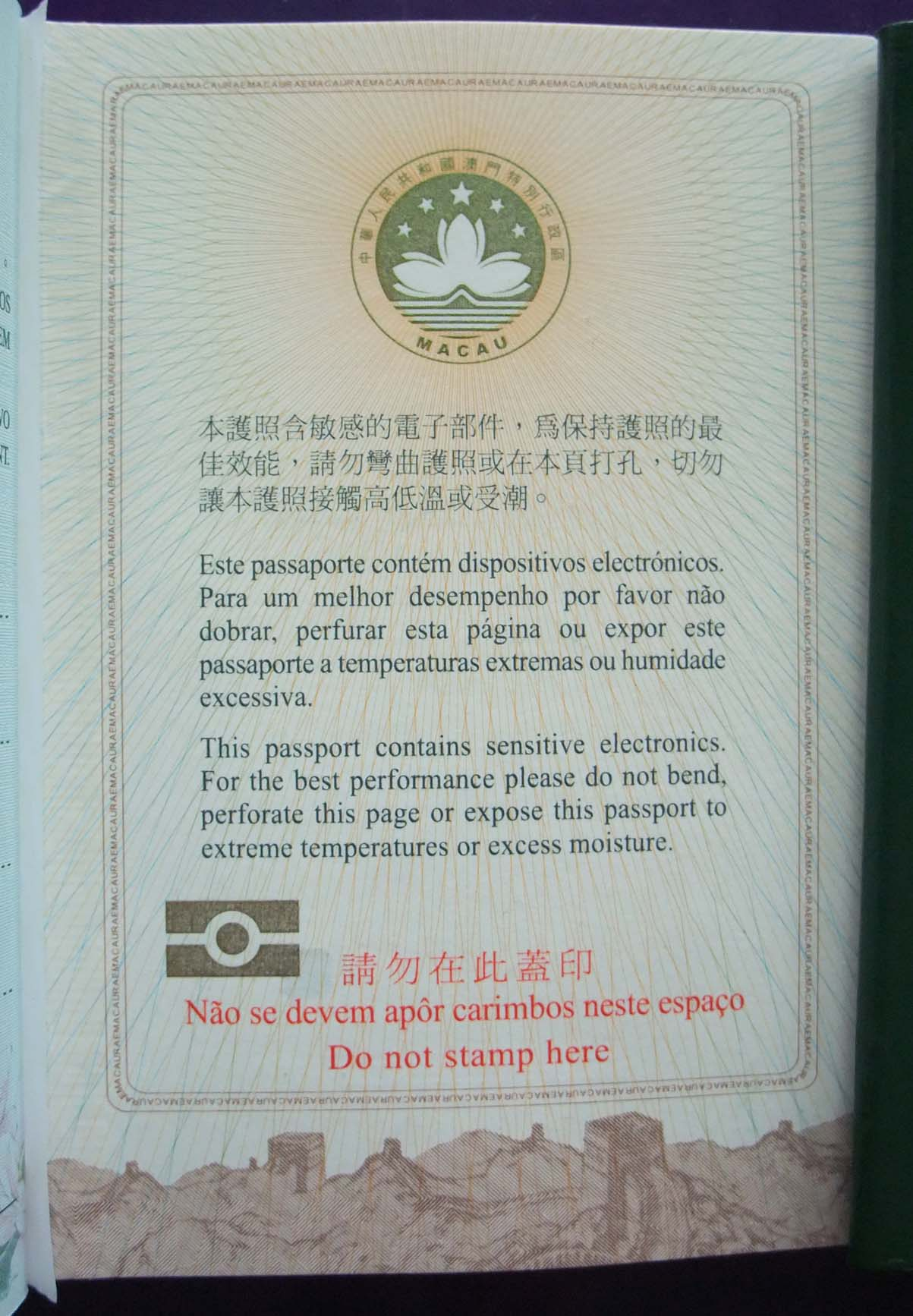
Паспорт Макао нового образца с использованием 3 языков: китайского (традиционное письмо), португальского, английского.

 Что касается португальского языка, хоть выходцы из Португалии живут в Макао уже более 400 лет и португальский язык оказывает влияние на макаоский диалект, всё же, его влияние на диалект Макао ограничено, так как португальский язык менее распространён, чем английский, и правительство не занимается его продвижением. Более того, китайско-португальское заимствование крайне редки (в это же время, в гонконгском кантонском диалекте чаще наблюдается китайско-английское смешение):21–22
Например, в Гонконге говорят «擦膠», а в Макао — «膠擦», как и в Гуанчжоу — «膠擦». в Гонконге говорят «Tuna» (под влиянием английского слова «Tuna»), а в Макао — «Atom» (под влиянием португальского слова «atum»). (под влиянием португальского слова «атум»).

## Фонетика
Фонетика диалекта Макао схожа с фонетикой диалекта Гонконга

### Диалектное разночтение
Кантонское произношение некоторых географических названий в Макао отличается от иностранного/словарного произношения, как, например, следующее：:93
| Топоним                        | Диалектное произношение | Иностранное/Словарное произношение |
| ------------------------------ | ----------------------- | ---------------------------------- |
| 士多鳥拜斯 zh:士多鳥拜斯大馬路 | 紐nau2                  | 了niu5                             |
| 媽閣 zh:媽閣                   | 碼maa5                  | 嗎maa1                             |
| 南灣 zh:南灣 (澳門)            | 環waan4                 | 彎waan1                            |
| 雅廉訪 zh:雅廉訪大馬路         | 防fong4                 | 紡fong2                            |
| 俾利喇街zh:俾利喇街            | 啤be1                   | 比bei2                             |

## Письменность
Современный кантонский язык, как правило, использует в официальном общении современное китайское просторечие (байхуа), возникшую в начале XX века, а его грамматика и лексика примерно такие же, как и в письменном мандаринском. Грамматика, лексика и терминология байхуа значительно отличаются от кантонского, но люди, похоже, уже привыкли к этим различиям. Однако, при прочтении, носители кантонского диалекта зачастую переставляют слова в соответствии с кантонской грамматикой.
Средства массовой информации время от времени включают в текст большое пласт лексики, присущих кантонскому диалекту. Некоторые журналы используют свою собственную систему написания кантонского жаргона, которая в значительной степени основана на кантонской грамматике и лексике, которую трудно понять носителю других диалектов. Газеты же используют компромиссный подход: пишут основной текст на путунхуа, но используют кантонский диалект для написания диалогов и цитат, чтобы сделать статьи более яркими и избежать искажений при переводе на путунхуа.
Написание на кантонском диалекте имеет свои трудности, потому что в кантонском используется большое количество уникальных для кантонского иероглифов, которые не включены в компьютеры системы Big-5 (традиционная система письма, созданная тайваньской компанией). В первые годы правительство Гонконга выпустило схожую с HKSCS — Macao Supplementary Character Set (MSCS), который содержит около 5 000 расширенных кантонских иероглифов, таких как «啲», «嘅», «攞», «攞», «揸», «攞» и «攞». Холдинг", «嘢» и «冚» и так далее. В последнем издании HKSCS дополнительно включены некоторые так называемые «нецензурные иероглифы». Такая практика весьма сомнительна, поскольку нецензурная брань является общим табу в обществе, и она никогда не была общепризнанной на социальном и моральном уровне. Правительство Макао, в свою очередь, заявило, что включение «нецензурных слов» сделано для удобства полиции при снятии показаний.
Поскольку не все компьютеры оснащены кантонским набором символов, носители кантонского диалекта в неформальном общении, например, на дискуссионных форумах в Интернете, когда они не могут набрать кантонские символы, прибегают к следящему: используя английское «o» вместо графемы «口» (рот), пишут «o的», «o 既», «o野» вместо «啲», «嘅» и «嘢». "Иногда используется и более простой метод, например, английская буква «D» для замены слова «啲», которое имеет такое же произношение.